# Psychotria sambiranensis
Psychotria sambiranensis är en måreväxtart som beskrevs av Cornelis Eliza Bertus Bremekamp. Psychotria sambiranensis ingår i släktet Psychotria och familjen måreväxter. Inga underarter finns listade i Catalogue of Life.